# Ode auf eine griechische Urne

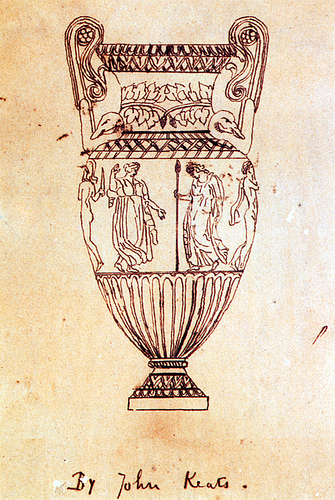
Pause-Kopie der Gravur der Sosibios-Vase, angefertigt von Keats

Ode on a Grecian Urn (deutsch: Ode auf eine griechische Urne) ist ein Gedicht des englischen Romantikers John Keats, das im Mai 1819 entstand und im Januar 1820 in der 15. Ausgabe der Kunst-Zeitschrift Annals of the Fine Arts unter dem Titel On a Grecian Urn anonym veröffentlicht wurde.
Das Gedicht ist eine der sogenannten „Großen Oden von 1819“, zu denen auch Ode on Indolence, Ode on Melancholy, Ode to a Nightingale und Ode to Psyche gehören. Keats empfand andere traditionelle Formen der Lyrik als unbefriedigend; zugleich stellt seine Sammlung eine Weiterentwicklung der klassischen Odenform dar. Er begann mit der Abfassung des Gedichts nach der Lektüre zweier Artikel des englischen Künstlers und Schriftstellers Benjamin Haydon. Keats kannte viele Kunstwerke der griechischen Klassik und hatte Zugang aus erster Hand zu den Elgin Marbles. Seine Kenntnisse bestärkten ihn in der Ansicht, dass die griechische Klassik idealistisch ausgerichtet sei und die Tugenden Griechenlands darstelle. Diese Auffassung liegt auch dem Gedicht zugrunde.
Es besteht aus fünf zehnzeiligen Strophen. Inhalt ist der Diskurs des lyrischen Ichs über die bildliche Gestaltung einer griechischen Urne. Zwei Szenen stechen heraus: eine ewig währende Verfolgungsjagd eines Liebhabers, der keine Erfüllung findet, und ein Opferfest in einer Stadt, zu dem die Bevölkerung zusammenkommt. Die Schlusszeilen erklären, dass Schönheit und Wahrheit gleichwertig seien und dass diese Erkenntnis das einzige sei, was man wissen könne und müsse. Manche Kritiker haben den literarischen Wert dieser Zeilen bestritten, andere haben die Rolle des lyrischen Ichs, das Verhältnis von Realität und Imagination und die Paradoxien des Gedichts in den Mittelpunkt ihrer Interpretationen gestellt.
Die zeitgenössische Kritik nahm eine eher ablehnende Haltung ein. Erst ab der Mitte des 19. Jahrhunderts begann ein Wandel der Wertvorstellungen. Heute gilt Keats’ Ode als eines der größten Gedichte der englischen Sprache. Im 20. Jahrhundert standen Kontroversen über den Sinn der Schlusszeilen im Vordergrund. Trotz verschiedener Kritikpunkte, die Balance und Kohärenz des Werkes betreffend, bestand aber Einigkeit hinsichtlich der ästhetischen Qualität des Gedichts.

## Entstehung

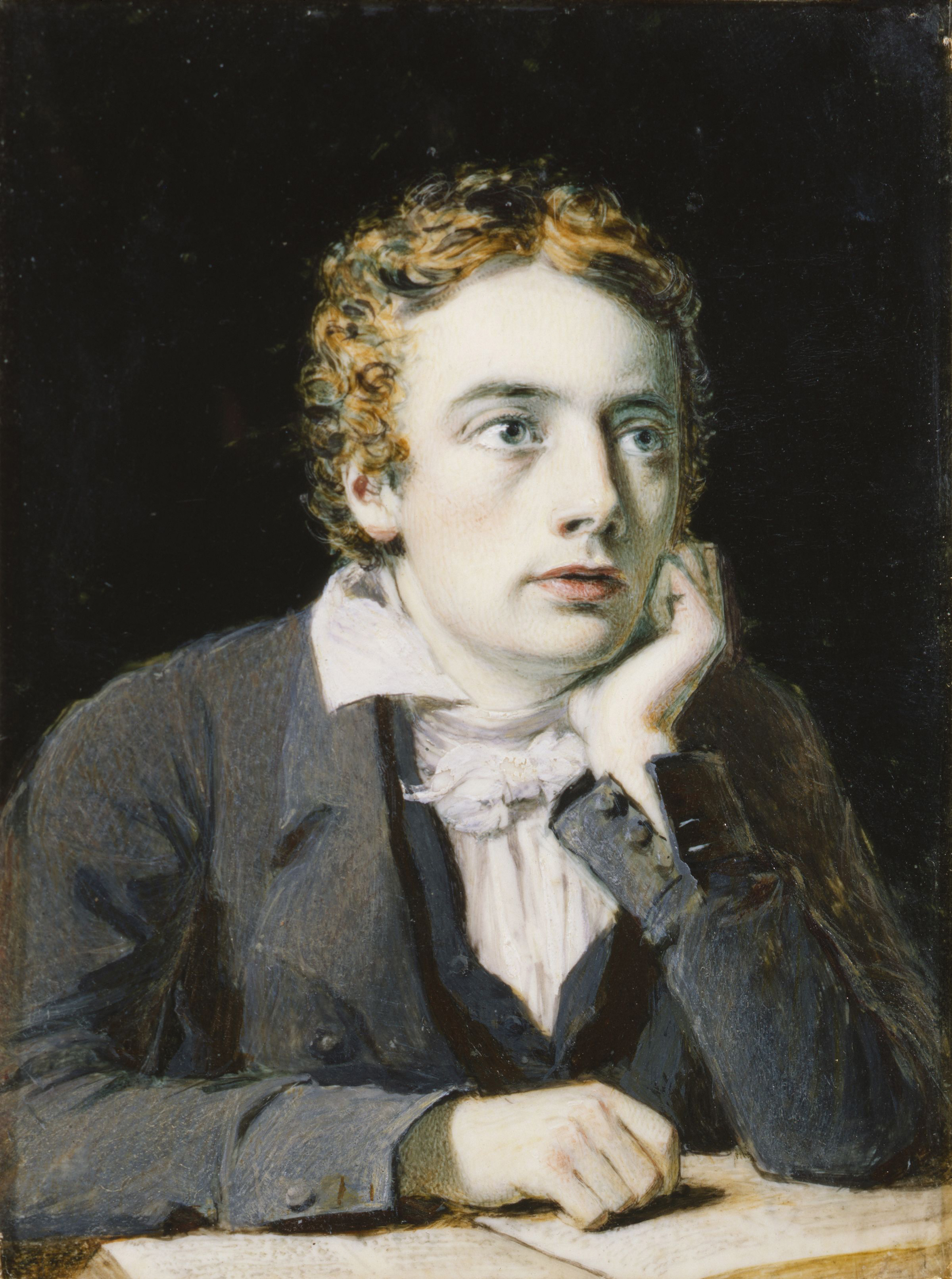
John Keats 1819, Gemälde seines Freundes Joseph Severn

Im Frühjahr 1819 hatte Keats seine Beschäftigung als Assistenzchirurg am Guy’s Hospital in Southwark, London, aufgegeben, um sich nun gänzlich der Dichtkunst zu widmen. Geldprobleme quälten den 23-Jährigen, der sich die Unterkunft mit seinem Freund Charles Brown teilte. Dazu kamen noch die Bittbriefe seines Bruders George, der finanzielle Unterstützung brauchte. Diese Probleme veranlassten Keats dazu, seine weitere Beschäftigung mit Lyrik zu überdenken; dennoch gelang es ihm, fünf Oden fertigzustellen: Ode to a Nightingale, Ode to Psyche, Ode on Melancholy, Ode on Indolence und Ode on a Grecian Urn. Die Gedichte wurden von Brown ins Reine geschrieben, er stellte diese Kopien später dem Verleger Richard Woodhouse zur Verfügung. Das genaue Datum der Abfassung ist unbekannt. Keats datierte alle Oden mit Mai 1819. Auch die Reihenfolge der Oden ist unbekannt.
Keats reflektiert in seinen Oden das Verhältnis von Seele, Natur, Kunst und Ewigkeit. Die griechische Ausgangspunkt für seine Idee, klassische griechische Kunst metaphorisch einzusetzen, waren zwei Artikel Haydons im Examiner vom 2. Mai und 9. Mai 1819. Im ersten Artikel beschreibt Haydon Opferriten und den Gottesdienst, im zweiten vergleicht er Raphael und Michelangelo im Zusammenhang einer Diskussion um mittelalterliche Skulpturen. Keats hatte auch Zugang zu Druckbildnissen griechischer Urnen, er fertigte eine Pauskopie von der Gravur der „Sosibios-Vase“ an, eines neo-attischen Schnecken-Kraters in Marmor, der von Sosibios signiert ist. Er fand diese Abbildung in Henry Moses’ A Collection of Antique Vases, Altars, Paterae.
Keats’ Inspiration speiste sich aus weiteren Quellen, möglicherweise seinen Erinnerungen an die Elgin Marbles, deren Einfluss er schon in seinem Sonett On Seeing the Elgin Marbles dargestellt hatte. Er kannte außerdem die Vasen von Townley, Borghese und Holland House und die klassische Behandlung des Themas in Robert Burtons The Anatomy of Melancholy. Viele Kommentatoren teilten die Ansicht von Keats, dass klassische griechische Kunst Ausdruck eines spezifischen Idealismus und der Tugendauffassung der Griechen sei. Keats ging es dementsprechend in seinem Gedicht weniger um die genaue Beschreibung einer besonderen Vase als um die Darstellung einer von ihm als für das antike Griechenland als typisch erachteten Kunstform.
Die Ode wurde im Mai 1819 fertiggestellt und im Januar 1820 zusammen mit der Ode to a Nightingale in den Annals of Fine Art veröffentlicht. Diese Kunstzeitschrift förderte Vorstellungen ähnlich denen, die Keats vertrat. Später publizierte der Examiner Keats Ode zusammen mit Haydons früheren Artikeln. Keats nahm die Ode in seine spätere Sammlung auf: Lamia, Isabella, The Eve of St Agnes, and Other Poems.

## Aufbau
1819 versuchte Keats, Sonette zu schreiben, aber er fand sie unbefriedigend, da das Versmaß nicht dem Klangbild entsprach, das er im Sinne hatte. Auch die übliche pindarische Form der Ode, die John Dryden und andere Dichter benutzt hatten, schien ihm ungeeignet zur Vermittlung philosophischer Ideen. Keats fand in der Ode to Psyche seinen persönlichen Ton. Diese Ode ging der Ode on a Grecian Urn und anderen Oden voraus, die er 1819 verfasste. Dieser neue poetische Stil wurde in der Ode to a Nightingale und der Ode on a Grecian Urn weiter verändert, indem er eine zweite Stimme einführte und so einen Dialog schuf. Die von ihm angewandte Technik ist die der Ekphrasis, die Wiedergabe eines Gemäldes oder einer Skulptur in Sprache. Die traditionelle Form der Ekphrasis in Theocritus’ Idyll, einem Gedicht, das die Gestaltung einer Tasse beschreibt, wurde von Keats nicht übernommen: Theokritus übersetzte stehende Bilder in Bewegung und interpretierte die Motive der Handelnden, während Keats in der Ode on a Grecian Urn Ereignisse nur durch Fragen andeutet und sich auf die äußere Erscheinung der Figuren konzentriert.
Die Ode on a Grecian Urn besteht aus Strophen zu je 10 Zeilen. Sie beginnen mit dem Reimschema ABAB und enden mit einem Milton'schen Sextett (1. und 5. Strophe CDEDCE, 2. Strophe CDECED, 3. and 4. Strophe CDECDE). Dieses Muster findet sich auch in der Ode on Indolence, der Ode on Melancholy und der Ode to a Nightingale (Der Versfuß im Sextett ist veränderlich), dies gibt dem Gedicht formale und thematische Einheit. „Ode“ ist ein Wort griechischen Ursprungs und bedeutet „gesungen“. Während antike Autoren strenge Muster für Strophe, Antistrophe und Epode befolgten, war die Ode schon zu Keats' Zeit stark abgeändert worden, so dass sie eher eine Stilform als eine festgelegte Technik zur Abfassung eines Gedichts darstellte. Keats sucht in seinen Oden eine „klassische Balance“ zwischen zwei Extremen und in der Ode über eine griechische Urne sind diese Extreme die symmetrische Struktur der Antike und der Asymmetrie der romantischen Kunstform. Der Gebrauch der ABAB-Struktur zu Beginn jeder Strophe stellt ein Beispiel für die klaren Strukturen der klassischen Antike dar, die weiteren sechs Zeilen scheinen aus diesem Muster auszubrechen.
Keats’ Versmaß zeigt eine bewusste Weiterentwicklung seines Stils an. Es findet sich nur eine einzige Inversion (die Anaklasis eines Jambus in der Mitte einer Verszeile), die in seinen früheren Werken häufig vorkam Keats baut jedoch Spondeen in 37 der 250 Versfüße ein. Zäsuren werden nie vor der vierten Silbe eines Verses gesetzt. Die Wortwahl ist stärker von kurzen germanischen Wörtern als von den romanisch-lateinischen mehrsilbigen Wörtern geprägt. In der zweiten Strophe werden Wörter mit „p“, „b“, and „v“ hervorgehoben. Die Assonanzen sind so komplex wie in nur wenigen anderen englischen Gedichten: „Not to the sensual ear, but, more endear'd“: Hier verbindet das „e“ „sensual“ mit „endear'd“ und das „ea“ in „ear“ entspricht demselben Diphthong in „endear’d“. "Heard melodies are sweet, but those unheard": Hier verbinden „ea“, „o“ und „u“ die sinntragenden Wörter.

## Text

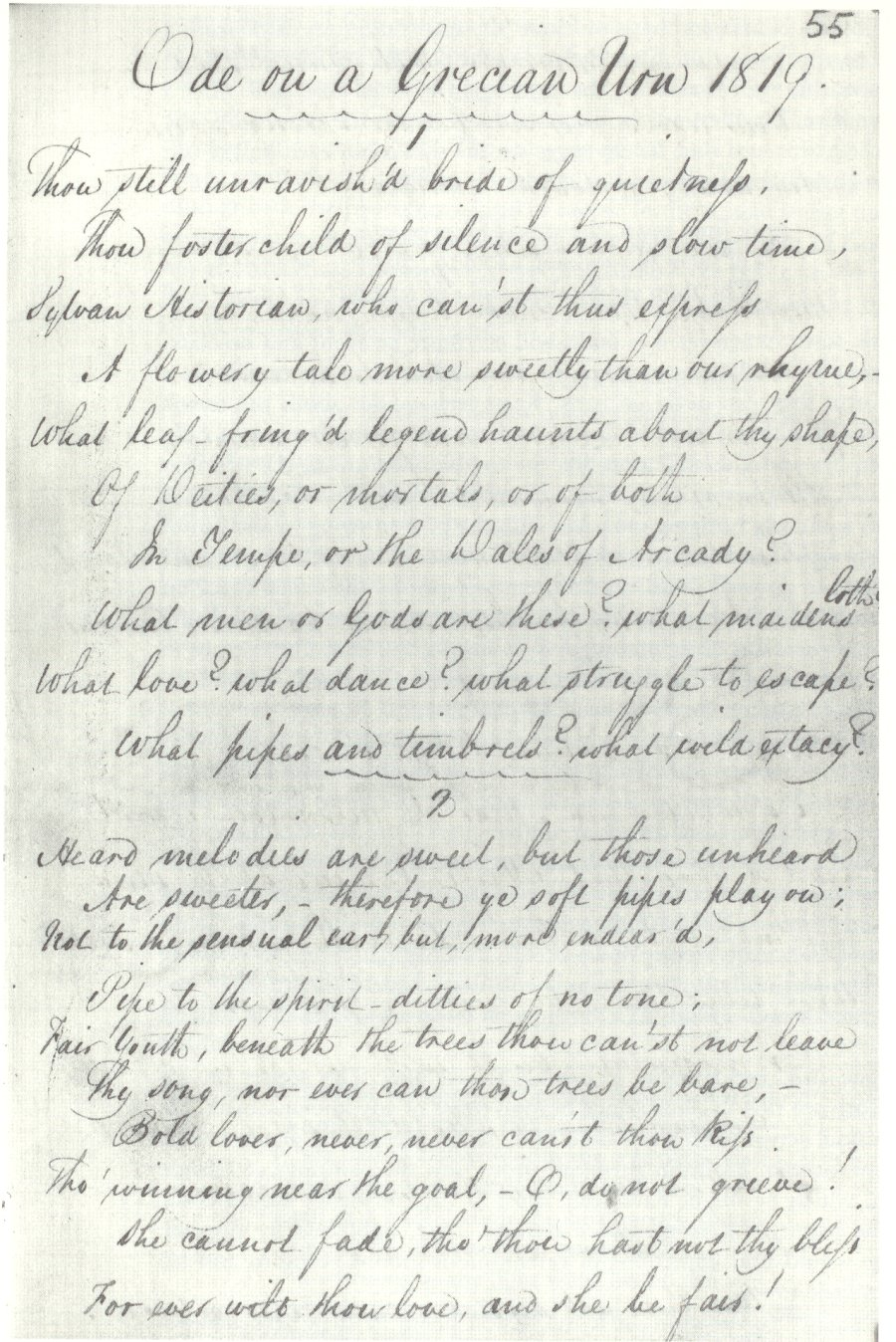
Erste bekannte Abschrift der „Ode on a Grecian Urn“, von George Keats 1820 angefertigt

Das Gedicht beginnt mit der Anrede des lyrischen Ichs (Apostrophe) an die derart personifizierte Urne, er betont ihren Bezug zur schweigenden Selbstenthüllung, indem er sie metaphorisch und erneut personifizierend und weiblich darstellende „ungefreite Braut der Ruhe“ und "Pflegekind des Schweigens" und der Langsamkeit der geschichtlichen Zeit nennt, die sie überdauert hat. Diese Anrede und die Charakterisierung der Sprachlosigkeit erlaubt ihm im Folgenden, anstelle der Urne für diese zu sprechen, um sie der Sprachlosigkeit zu entreißen, in der sie einerseits ihr Rätsel bewahren konnte, aber auch unerkannt blieb.
Thou still unravish’d bride of quietness!

Thou foster-child of silence and slow time

---

Du Braut der Ruhe, bis jetzt ungefreit!

Du Pflegekind des Schweigens und der Langsamkeit. (Zeilen 1–2)
Diese Darstellung verweist auf das stumme Material und die sprachlos arbeitende Hand des Künstlers, der die Vase schuf. Der Stein als Material macht deutlich, dass Zeit der Vase wenig anhaben kann. Sie ist ein Werk für die Ewigkeit. Daher kann sie auch für lange Zeit nach ihrer Erschaffung Bedeutung gewinnen und vermitteln, eine Eigenschaft, wegen der sie der Dichter als „sylvan historian“ (Historikerin des Waldes) bezeichnet, die ihre Geschichte durch ihre Schönheit erzählt:
Sylvan historian, who canst thus express

A flow’ry tale more sweetly than our rhyme:

What leaf-fring’d legend haunts about thy shape

Of deities or mortals, or of both,

In Tempe or the dales of Arcady?

What men or gods are these? What maidens loth?

What mad pursuit? What struggle to escape?

What pipes and timbrels? What wild ecstasy?

---

Vom Walde singst du deine lang vergangne Sage,

Erzählerin von Märchen voller Blumen, süßer als der Reim

Welch Fabel zaubert deine blattumrankte Form herbei

Von Göttern oder Menschen oder beiden

In Tempe oder in Arkadiens Tälern?

Was sind für Wesen sie? Von Mädchen abgewiesen?

Welch irre Jagd? Welch Kampf um Flucht?

Welch Tamburin und Pauken? Welch wildes Toben? (Zeilen 3–10)
Die hier gestellten Fragen sind zu vieldeutig, als dass der Leser sich genau vorstellen könnte, was die Bilder der Urne im Zusammenhang darstellen. lediglich einige Bildelemente werden deutlich: Es handelt sich um eine Verfolgungsjagd mit einer starken sexuellen Komponente. Die Musik, die diese Vorgänge begleitet, wird in der zweiten Strophe dargestellt:
Heard melodies are sweet, but those unheard

Are sweeter; therefore, ye soft pipes, play on;

Not to the sensual ear, but, more endear’d,

Pipe to the spirit ditties of no tone:

---

Süß sind bekannte Melodien, süßer aber noch

Die bisher ungehörten; so tönet weiter, sanfte Flöten;

Nicht zu dem äußern Ohr, noch schmeichelnder,

Der Seele singe Liedchen ohne jeden Ton: (Zeilen 11–14)
Die Paradoxie eines Verlangens, das auf den Genuss folgt und eines Verlangens der Seele nach einer Musik ohne Klang verweist auf eine Stasis, die verhindert, dass die auf der Urne dargestellten Figuren jemals an das Ziel ihrer Wünsche gelangen:
Bold Lover, never, never canst thou kiss,

Though winning near the goal – yet, do not grieve;

She cannot fade, though thou hast not thy bliss,

For ever wilt thou love, and she be fair!

---

So kühn du bist, kannst doch sie nie und nimmer küssen,

Das Ziel schon fast errungen – doch gräm’ dich nicht;

Auch ohne deine Seligkeit  kann niemals sie vergehen,

Auf ewig wirst du lieben, und sie bleibe schön! (Zeilen 17–20)
In der dritten Strophe apostrophiert das lyrische Ich einen Baum, der immer seine Blätter behalten und niemals dem Frühling Adieu sagen wird. Die Antinomie von Leben und Leblosigkeit weist hier über den Liebenden und die Geliebte hinaus. Die zeitliche Dimension wird deutlicher in dem dreifachen Gebrauch des Ausdrucks „forever“. Das nie gehörte Lied altert nicht und die Flöten spielen für immer weiter, was die Liebenden, die Natur und alle Beteiligten zum folgenden Ergebnis bringt:
For ever panting, and for ever young;

All breathing human passion far above,

That leaves a heart high-sorrowful and cloyed,

A burning forehead, and a parching tongue.

---

Schwer atmend immer und für immer jung;

Die Leidenschaften atmend in der Höhe,

Die nur das Herz in Traurigkeit und Ekel lassen

Die Stirne sengend und die Zunge voller Brand. (Zeilen 27–30)

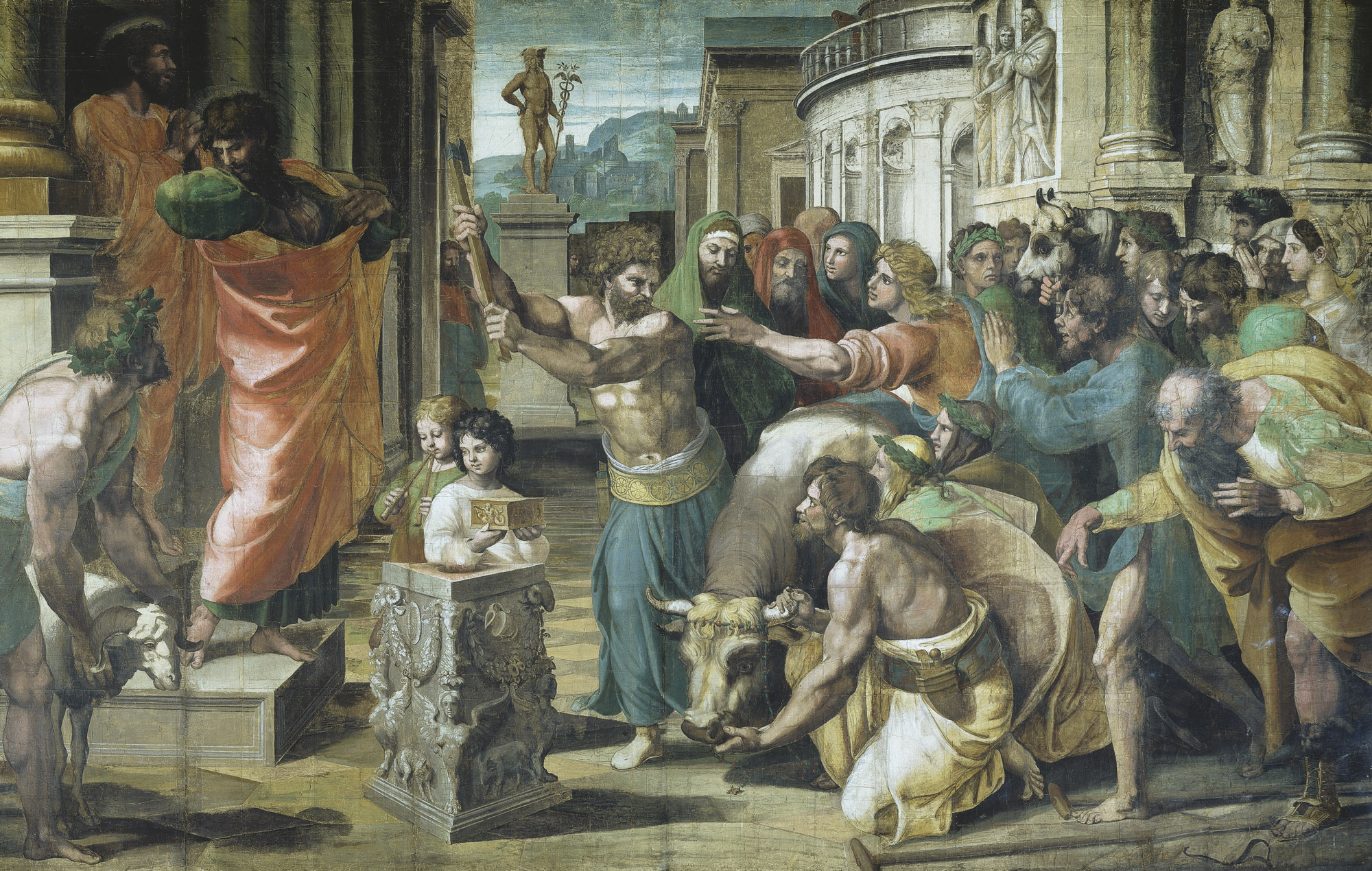
Raphaels Das Opfer zu Lystra

Die unsterblichen Liebhaber erleben jedoch einen Tod am lebendigen Leib. Um diese Paradoxie zu überwinden, wechselt das Gedicht zu einer neuen Perspektive. Die vierte Strophe beginnt mit der Opferung einer jungfräulichen Kuh, ein Bild, das in den Elgin Marbles erschien, Claude Lorrains Opfer für Apollo and Raphaels Das Opfer zu Lystra
Who are these coming to the sacrifice?

To what green altar, O mysterious priest,

Lead’st thou that heifer lowing at the skies,

And all her silken flanks with garlands drest?

What little town by river or sea shore,

Or mountain-built with peaceful citadel,

Is emptied of its folk, this pious morn?

And, little town, thy streets for evermore

Will silent be; and not a soul to tell

Why thou art desolate, can e’er return.

---

Wer sind sie, die dem Opfer näher kommen?

Zu welch grünem Altar, o geheimnisvoller Priester

Führst du die Färse, die zum Himmel blökt,

Die Seidenflanken im Girlandenkleid?

Was meint die kleine Stadt nah dieser Küste,

Oder auf dem Gebirg mit Friedens-Burg,

So menschenleer an diesem frommen Morgen?

Und, kleine Stadt, für immer werden deine Straßen

Im Schweigen stehn; und keine Seele wiederkehrn

Zu künden, warum du trostlos bist. (Zeilen 31–40)
Das einzig Sichere ist eine Prozession einzelner Menschen, alles Übrige sind Vermutungen. Niemand kann je die Fragen beantworten, da die Örtlichkeiten und Vorgänge nicht real sind. Die letzte Strophe erinnert daran, dass die Urne ein Kunstwerk für die Ewigkeit ist:
O Attic shape! Fair attitude! with brede

Of marble men and maidens overwrought,

With forest branches and the trodden weed;

Thou, silent form, dost tease us out of thought

As doth eternity: Cold pastoral!

---

O deine attische Gestalt! Die schöne Haltung!

Marmorgeflecht, von Männern und von Mädchen überladen,

Mit Zweigen des Waldes und zertretnem Gras;

Du, stille Form, du nimmst dem Denken seinen Grund

Wie auch die Ewigkeit es tut: Du kaltes Schäferspiel! (Zeilen 41–45)
Die Darstellungen der Urne sind zugleich kalt und leidenschaftlich. Sie lassen den Leser wie das lyrische Ich verwirrt und ratlos zurück. Den Schluss bildet die Botschaft:
When old age shall this generation waste,

Thou shalt remain, in midst of other woe

Than ours, a friend to man, to whom thou sayst,

“Beauty is truth, truth beauty,” – that is all

Ye know on earth, and all ye need to know.

---

Wenn Alter dies Geschlecht verschwendet,

Sollst du bestehen bleiben, inmitten andrer Sorge

Als unsrer, ein Freund dem Menschen, dem du sagst

„Schönheit ist wahr, und Wahrheit schön,“ – nur das

Weißt du auf Erden und größern Wissens bedarfst du nicht. (Zeilen 46–50)

## Thematik

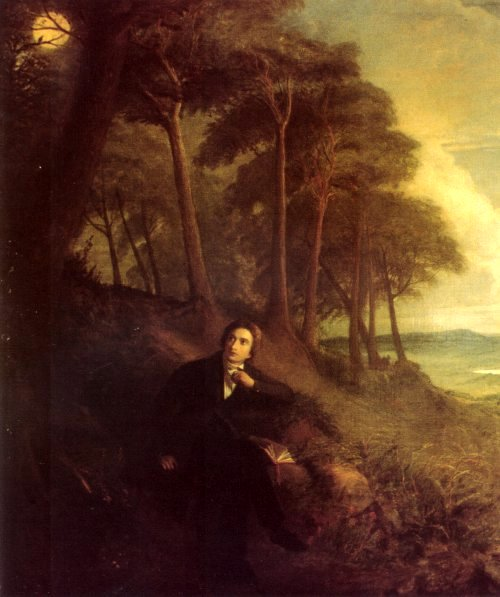
Keats lauscht dem Gesang einer Nachtigall, Landschaft von Hampstead Heath, Gemälde von Joseph Severn

Die Ode on a Grecian Urn erörtert Kunst und das Publikum der Kunst. Von der Orientierung an der Musik der Natur in der Ode an die Nachtigall wendet er sich nun eher der darstellenden Kunst zu. das Bild einer Urne findet sich schon in der Ode on Indolence, dort trägt sie die Abbildung dreier Figuren, die Liebe, Ehrgeiz und Dichtkunst darstellen. Von diesen drei werden Liebe und Dichtkunst in die neue Ode aufgenommen. Dabei wird hervorgehoben, wie die Urne als Kunstwerk in der Lage ist, die Idee der Wahrheit zu vermitteln. Es handelt sich um Darstellungen üblicher Handlungen, Werbungsversuch, Musizieren und ein religiöses Ritual. Die Darstellung wird als realistisch genommen. Das Gedicht handelt nicht von dem lyrischen Ich, aber impliziert einen Beobachter, der den Sinn der Bilder zu entziffern versucht. Es handelt sich um eine Interaktion mit dem Kunstwerk ähnlich der eines Literaturkritikers mit dem Gedicht. Dies führt zur Mehrdeutigkeit der letzten Zeilen. Das Fehlen einer identifizierbaren Stimme lässt offen, wer diese Worte spricht, zu wem sie gesprochen werden und was sie bedeuten. Dies ermutigt den Leser, sich dem Gedicht ebenso fragend zu nähern wie das lyrische Ich der Urne.

## Zeitgenössische Rezeption
Die erste fassbare Reaktion auf das Gedicht findet sich in einer anonymen Rezension in der Juliausgabe des Monthly Review von 1820: „Mr Keats displays no great nicety in his selection of images. According to the tenets of that school of poetry to which he belongs, he thinks that any thing or object in nature is a fit material on which the poet may work … Can there be a more pointed concetto than this address to the Piping Shepherds on a Grecian Urn?“ Eine weitere ebenfalls anonyme Rezension folgte am 29. Juli im Literary Chronicle and Weekly Review: „Among the minor poems, many of which possess considerable merit, the following appears to be the best“. Josiah Conder vertrat in der Septemberausgabe des Eclectic Review von 1820 die Meinung:

“Mr Keats, seemingly, can think or write of scarcely any thing else than the 'happy pieties' of Paganism. A Grecian Urn throws him into an ecstasy: its ‘silent form,’ he says, ‘doth tease us out of thought as doth Eternity,’—a very happy description of the bewildering effect which such subjects have at least had upon his own mind; and his fancy having thus got the better of his reason, we are the less surprised at the oracle which the Urn is made to utter:
‘Beauty is truth, truth beauty,’'—that is all
Ye know on earth, and all ye need to know.
That is, all that Mr Keats knows or cares to know.—But till he knows much more than this, he will never write verses fit to live.”

George Gilfillan rechnete das Gedicht in seinem Keats-Essay von 1845 zu den besten der kleinen Stücke des Autors und vermerkte: „In originality, Keats has seldom been surpassed. His works 'rise like an exhalation.' His language has been formed on a false system; but, ere he died, was clarifying itself from its more glaring faults, and becoming copious clear, and select. He seems to have been averse to all speculative thought, and his only creed, we fear, was expressed in the words— Beauty is truth,—truth beauty“. Die Encyclopaedia Britannica von 1857 enthielt in einem Keats-Artikel von Alexander Smith eine Bewertung der dichterischen Leistung: „Perhaps the most exquisite specimen of Keats' poetry is the 'Ode to the Grecian Urn'; it breathes the very spirit of antiquity,—eternal beauty and eternal repose.“ Matthew Arnold behauptete, die Beschreibung der kleinen Stadt im Gedicht sei „griechisch, so griechisch wie etwas von Homer oder Theokrit; Es ist geschaffen mit einem Auge auf dem Gegenstand, unter Hinzufügung von Glanz und heller Klarheit.“

### Kontroverse um Schönheit und Wahrheit
Im 20. Jahrhundert trat der Streit um dem Sinn der letzten Zeilen in den Vordergrund.
Robert Bridges löste mit den folgenden Zeilen die Kontroverse aus: 

“The thought as enounced in the first stanza is the supremacy of ideal art over Nature, because of its unchanging expression of perfect; and this is true and beautiful; but its amplification in the poem is unprogressive, monotonous, and scattered […] which gives an effect of poverty in spite of the beauty. The last stanza enters stumbling upon a pun, but its concluding lines are very fine, and make a sort of recovery with their forcible directness.”

Bridges glaubte, die letzten Zeilen würden dem Gedicht den literarischen Wert verleihen, den es ansonsten in keiner Weise besitze. an otherwise bad poem. Arthur Quiller-Couch vertrat den entgegengesetzten Standpunkt: Die Zeilen seien eine „unklare Beobachtung- für jeden, dem das Leben vermittelt hat, den Tatsachen ins Auge zu sehen und seine Bedingungen zu definieren, es handelt sich eigentlich um eine ungebildete Schlussfolgerung, allerdings sehr verzeihlich bei einem so jungen und glühenden Menschen.“
I. A. Richards nahm 1929 die Gedichtzeilen zum Anlass, um „Pseudoaussagen“ in der Lyrik allgemein zu erörtern:

“On the one hand there are very many people who, if they read any poetry at all, try to take all its statements seriously - and find them silly […] This may seem an absurd mistake but, alas! it is none the less common. On the other hand there are those who succeed too well, who swallow 'Beauty is truth, truth beauty […],' as the quintessence of an aesthetic philosophy, not as the expression of a certain blend of feelings, and proceed into a complete stalemate of muddle-mindedness as a result of their linguistic naivety.”

T. S. Eliot antwortete Richards 1929 in seinem Dante-Essay:

“I am at first inclined to agree […] But on re-reading the whole Ode, this line strikes me as a serious blemish on a beautiful poem, and the reason must be either that I fail to understand it, or that it is a statement which is untrue. And I suppose that Keats meant something by it, however remote his truth and his beauty may have been from these words in ordinary use. And I am sure that he would have repudiated any explanation of the line which called it a pseudo-statement […] The statement of Keats seems to me meaningless: or perhaps the fact that it is grammatically meaningless conceals another meaning from me.”

1930 stellte John Middleton Murry diese verschiedenen antworten zusammen, “to show the astonishing variety of opinion which exists at this day concerning the culmination of a poem whose beauty has been acknowledged for many years. Whether such another cause, and such another example, of critical diversity exists, I cannot say; if it does, it is unknown to me. My own opinion concerning the value of those two lines in the context of the poem itself is not very different from Mr. Eliot’s.”
Cleanth Brooks verteidigte Keats 1947:

“We shall not feel that the generalization, unqualified and to be taken literally, is meant to march out of its context to compete with the scientific and philosophical generalizations which dominate our world. ‘Beauty is truth, truth beauty’ has precisely the same status, and the same justification as Shakespeare’s ‘Ripeness is all.’ It is a speech ‘in character’ and supported by a dramatic context. To conclude thus may seem to weight the principle of dramatic propriety with more than it can bear. This would not be fair to the complexity of the problem of truth in art nor fair to Keats’s little parable. Granted; and yet the principle of dramatic propriety may take us further than would first appear. Respect for it may at least insure our dealing with the problem of truth at the level on which it is really relevant to literature.”

M. H. Abrams antwortete Brooks 1957:

“I entirely agree, then, with Professor Brooks in his explication of the Ode, that ‘Beauty is truth’  […] is to be considered as a speech ‘in character’ and ‘dramatically appropriate’ to the Urn. I am uneasy, however, about his final reference to ‘the world-view […]’  For the poem as a whole is equally an utterance by a dramatically presented speaker, and none of its statements is proffered for our endorsement as a philosophical generalization of unlimited scope. They are all, therefore, to be apprehended as histrionic elements which are ‘in character’ and ‘dramatically appropriate,’ for their inherent interest as stages in the evolution of an artistically ordered […] experience of a credible human being.”

1953 setzte Earl Wassermann die Diskussion fort und behauptete:

“the more we tug at the final lines of the ode, the more the noose of their meaning strangles our comprehension of the poem […] The aphorism is all the more beguiling because it appears near the end of the poem, for its apparently climactic position has generally led to the assumption that it is the abstract summation of the poem […] But the ode is not an abstract statement or an excursion into philosophy. It is a poem about things.”

Walter Evert rechtfertigte Keats 1965 und erklärte:

“The poem, then, accepts the urn for the immediate meditative imaginative pleasure that it can give, but it firmly defines the limits of artistic truth. In this it is wholly consistent with all the great poetry of Keats’s last creative period.”

Hugh Kenner erklärte 1971, Keats “interrogates an urn, and answers for it, and its last answer, about Beauty and Truth, may seem almost intolerably enigmatic.” Für Kenner entsteht das Problem aus der Unfähigkeit des Lesers, eine Unterscheidung zwischen dem Dichter, seinen Reflexionen über die Urne und möglichen Aussagen der Urne zu treffen. Er schloss, Keats statte das lyrische Ich mit zu wenig Gehalt aus, sodass er nicht für die Urne sprechen könne. Charles Rzepka stellte 1986 dar: “The truth-beauty equation at the end of the ‘Ode on a Grecian Urn’ offers solace but is finally no more convincing than the experience it describes is durable.” Rick Rylance griff den Streit 1990 wieder auf und erklärte, der Sinn lasse sich nicht durch Sprachanalyse erschließen. Dies stellte für die Anhänger des New Criticizm ein Problem dar, die den Sinn eines Textes durch genaues Textstudium erschließen wollten.